# Birkpflug

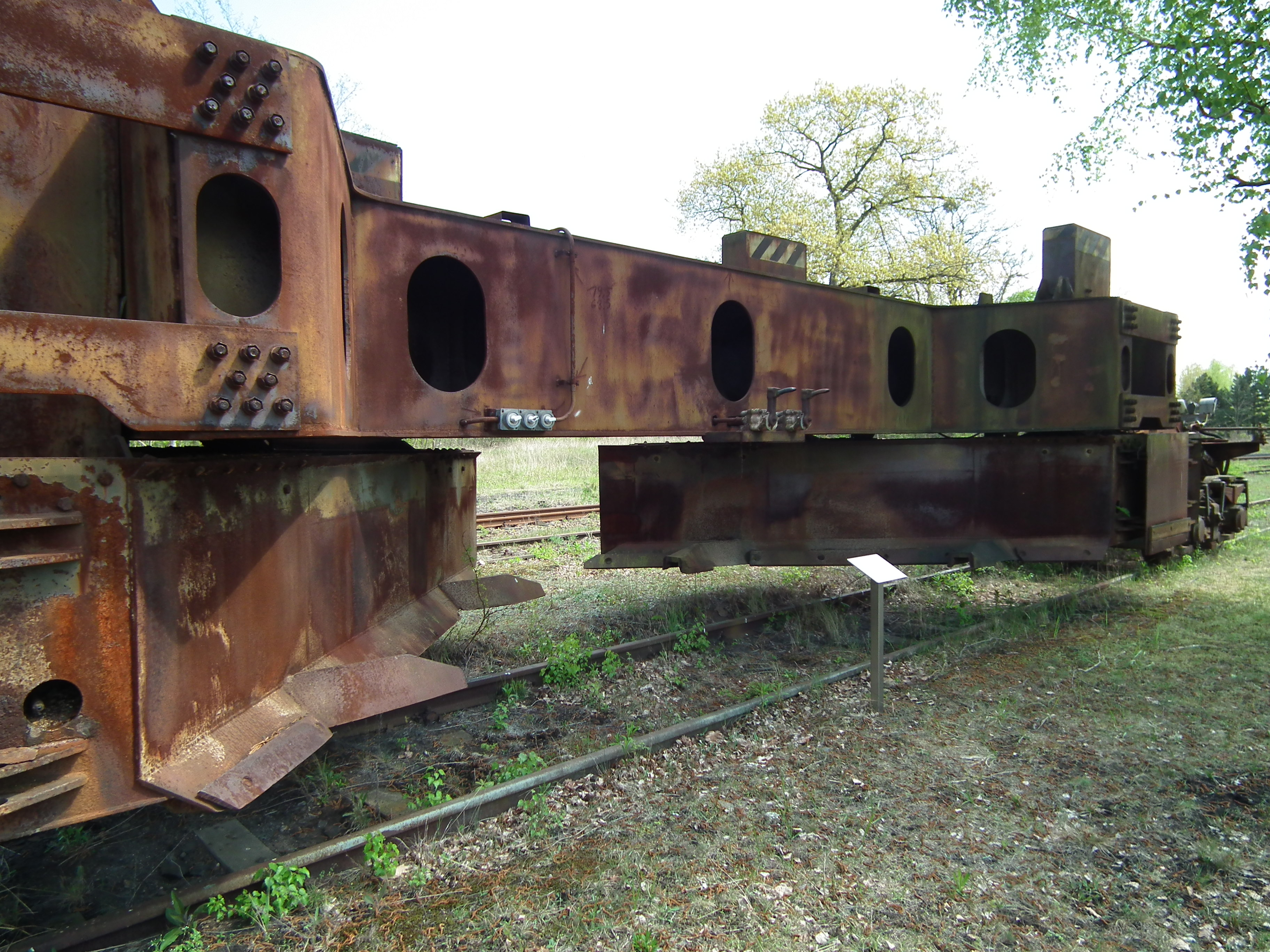
Birkpflug in der Energiefabrik Knappenrode

Der Birkpflug ist ein schienengebundenes Tagebaugerät zum Verschieben von Abraum oder Kohle-Massen mit Hilfe eines Pflugs aus dem Gleis heraus oder in diese hinein. Er wurde an eine Tagebaulokomotive angekoppelt. Benannt wurde der Birkpflug nach seinem Erfinder Franz Birk aus Thräna. Der Birkpflug ist ein Eigenbau des Braunkohlekombinats der DDR.